# 5월 20일
5월 20일은 그레고리력으로 140번째(윤년일 경우 141번째) 날에 해당한다.

## 사건
- 325년 - 제1차 니케아 공의회가 열리다.
- 491년 - 로마 황제 아나스타시우스가 전임 황제 제논의 아내 아리아드네와 결혼하다.
- 526년 - 안티오키아 지진: 동로마 제국의 안티오키아(현재의 시리아와 튀르키예 일대)에 진도 7.0의 지진이 발생, 최소 25만 명이 사망하다.
- 1308년 - 고려 충렬왕 34년 음력 5월 20일, 원나라 황제를 옹립한 공으로 성종으로부터 심양왕(瀋陽王)으로 책봉을 받았다.
- 1862년 - 미국, 에이브러햄 링컨 대통령이 홈스테드 법에 서명, 법이 발효되다.
- 1873년 - 미국, 리바이 스트라우스가 청바지의 미국 특허를 받다.
- 1875년 - 프랑스 파리에서 국제도량형국의 설립에 관한 미터 협약이 조인되다.
- 1940년 - 유대인 대학살: 나치가 만든 아우슈비츠 강제 수용소에 처음으로 수용자들이 들어가다.
- 1949년
  - 대한민국, 국회 프락치 사건이 발생하였다.
  - 미국 국가 안보국 (NSA)의 전신인 군 보안국(AFSA)가 설치되다.
- 1954년 - 대한민국, 제3대 국회의원 선거가 개시되었다.
- 1993년 - 5·18 광주 민주화 운동: 마지막 수배자 윤한봉이 12년 만에 귀국하다.
- 1999년 - 대한민국 대구광역시 동구 효목동에서 어린이가 황산 테러를 당해서 화학화상을 입은 사건이 발생하다.
- 2002년 - 동티모르가 인도네시아로부터 독립했다.
- 2004년 - 대한민국의 대통령 노무현이 열린우리당 입당하다.
- 2006년 - 대한민국, 한나라당 대표 박근혜가 19시 20분쯤 신촌 현대백화점 앞에서 지방선거 지원유세를 벌이다 피습당해 얼굴을 크게 다치는 사건이 발생하다.
- 2013년 - 미국, EF5급의 토네이도가 오클라호마주 무어 교외의 오클라호마시티를 강타, 24명이 사망하고 377명이 부상하다.
- 2014년 - 태국에서 새벽 3시를 기해 군부가 계엄령을 선포함.
- 2021년
  - 대한민국의 대통령 문재인이 미국 버지니아주에 위치한 알링턴 국립묘지를 찾아 헌화하였으며, 방미 공식일정이 본격 시작되었다.
  - 서울 금천구 시흥동 폭발 사고가 발생했다.
- 2024년
  - 병원이나 의료기관에 진료시 신분증 확인이 의무화 되었다.
  - 라이칭더 부총통이 대만의 제16대 총통으로 취임했다.
  - 반려견 훈련사이자 방송인 강형욱이 강형욱 직장 내 괴롭힘 및 남녀차별 폭로 논란이 불거져 이후 개는 훌륭하다 방송이 결방되었다.
  - 국제형사재판소 검사장이 전쟁 범죄 혐의로 이스라엘의 베냐민 네타냐후 총리와 가자 야히야 신와르의 하마스 지도자에 대한 체포 영장을 청구되었다.

## 문화
- 1889년 - 영화의 역사: 토머스 에디슨이 발명한 1인용 영사기 키네토스코프의 시제품을 처음으로 공개 전시하다.
- 1899년 - 대한민국, 계명대학교가 설립되다.
- 1927년 - 미국의 찰스 린드버그가 최초로 뉴욕-파리간 무착륙 비행에 도전하다.
- 1978년 - 일본의 나리타 국제공항이 개장하다.
- 1991년 - 대한민국, KBS 1TV 아침마당과 6시 내고향이 첫 방송을 시작했다.
- 2005년 - 현대자동차의 미국 앨라배마 공장이 준공되고 이로써 대한민국 국적 자동차 회사로서는 처음으로 Made in USA를 생산하게 되다.
- 2007년 - '일본군 위안부 문제해결을 위한 제8차 아시아연대회의'가 서울에서 개막되었다.
- 2015년 - 대한민국의 5인조 남성 아이돌 밴드 그룹 엔플라잉이 데뷔했다.
- 2016년 - 일본의 걸그룹 미쓰에이 멤버 지아가 전격 탈퇴 선언을 하며 3인조로 재편하다.
- 2017년 - 서울로 7017이 개장되었다.
- 2020년
  - 일본의 액체연료 기반 중형 발사체 H-IIB(H-2B)가 마지막으로 발사됐다.
  - 대한민국 서울특별시 강남구에 현대자동차그룹의 새 사옥 글로벌비즈니스센터가 착공됐다.

## 탄생
- 1743년 - 아이티의 혁명가 투생 루베르튀르. (~1803년)
- 1799년 - 프랑스의 소설가 오노레 드 발자크. (~1850년)
- 1806년 - 영국의 철학자 존 스튜어트 밀. (~1873년)
- 1822년 - 프랑스의 정치가 프레데리크 파시. (~1912년)
- 1881년 - 폴란드의 군인, 정치인 브와디스와프 시코르스키. (~1943년)
- 1886년 - 터키의 축구 감독 알리 사미 옌. (~1951년)
- 1901년 - 대한민국의 소설가 김말봉. (~1961년)
- 1906년 - 대한민국의 기업인 조홍제. (~1984년)
- 1908년 - 미국의 영화배우 제임스 스튜어트. (~1997년)
- 1913년 - 미국의 엔지니어, 휴렛 팩커드 공동 설립자 빌 휴렛. (~2001년)
- 1915년 - 이스라엘의 군인 모셰 다얀. (~1981년)
- 1917년 - 대한민국의 기업 겸 정치가 김도근. (~2005년)
- 1921년 - 대한민국의 정치인 박승규. (~1971년)
- 1928년 - 미국의 군인 메릴 뉴먼. (~2022년)
- 1930년
  - 대한민국의 배우 겸 가수 백일희.
  - 대한민국의 축구 선수 박경호. (~2021년)
- 1931년 - 일본의 알파인 스키선수 이가야 지하루.
- 1935년 - 우루과이의 제46대 대통령 호세 무히카. (~2025년)
- 1937년 - 대한민국의 정치인 신상우. (~2012년)
- 1938년 - 독일의 배우 라이너 바제도. (~2022년)
- 1939년 - 일본의 저술가 도조 유코. (~2013년)
- 1940년 - 중화민국의 전 야구 선수, 야구 감독 오 사다하루.
- 1942년 - 대한민국의 공무원 정정길.
- 1943년 - 프랑스의 희극인, 배우 스테판 콜라로.
- 1944년
  - 대한민국의 축구인 김기복.
  - 오스트리아의 기업인 디트리히 마테시츠. (~2022년)
  - 영국의 가수 조 코커. (~2014년)
- 1945년 - 대한민국의 배우 맹호림.
- 1946년
  - 미국의 가수 겸 배우 셰어.
  - 대한민국의 성우 이근욱.
- 1949년 - 대한민국의 교육인 박범익.
- 1950년 - 중국의 반체제 인사, 인권 운동가 웨이징성.
- 1952년
  - 카메룬의 전 축구 선수 로제 밀라.
  - 대한민국의 성우 이정구.
  - 대한민국의 공무원 이관세.
  - 대한민국의 지방자치단체장 권혁승.
- 1953년 - 대한민국의 정치인 김성수.
- 1954년 - 대한민국의 기업가이며 전직 개혁국민신당 중앙대표위원 김헌태.
- 1957년
  - 대한민국의 교수, 음향기사 배명진.
  - 일본의 정치인 노다 요시히코.
- 1959년 - 미국의 싱어송라이터 이즈라엘 카마카위올레.
- 1960년 - 미국의 배우 토니 골드윈.
- 1961년 - 대한민국의 정치인 조은희.
- 1962년 - 대한민국의 희극인 최양락.
- 1963년 - 대한민국의 전 농구 선수, 농구 감독 전창진.
- 1964년
  - 대한민국의 경찰관 강신명.
  - 일본의 정치인 겐바 고이치로.
- 1965년
  - 대한민국의 야구 선수 안성수.
  - 스웨덴의 작곡가 폴 라인.
- 1966년 - 대한민국의 축구 선수, 축구 코치 이수철. (~2011년)
- 1967년 - 대한민국의 가수, 작사가, 방송인 강수지.
- 1970년 - 대한민국의 정치인 김학철.
- 1971년 - 미국의 자동차경주 선수 토니 스튜어트.
- 1972년
  - 대한민국의 무용가 안지혜.
  - 미국의 힙합 가수 버스타 라임스.
- 1974년 - 대한민국의 전 야구 선수 김성준.
- 1976년 - 대한민국의 야구 선수 장영균.
- 1979년
  - 대한민국의 트로트 가수 박규리.
  - 대한민국의 야구 선수 유재웅.
  - 미국의 야구 선수 제이슨 워스.
- 1980년
  - 대한민국의 배우 김영준.
  - 일본의 축구 선수 사가 잇페이.
- 1981년
  - 대한민국의 뮤지컬 배우 윤공주.
  - 스페인의 축구 선수 이케르 카시야스.
- 1982년
  - 대한민국의 배우 김민식.
  - 체코의 축구 선수 페트르 체흐.
  - 대한민국의 가수 란.
- 1983년 - 대한민국의 전 기상캐스터 출신 방송인 박은지.
- 1984년
  - 대한민국의 전 축구 선수, 범죄자 김동현.
  - 러시아의 배우 다리야 예카마소바.
- 1985년
  - 미국의 종합격투기 선수 진 유 프레이.
  - 대한민국의 가수, 뮤지컬 배우 한수연.
- 1986년 - 대한민국의 연극배우 권민주.
- 1987년
  - 대한민국의 농구 선수 오세근.
  - 대한민국의 배우 이하율.
  - 대한민국의 축구 선수 윤기원. (~2011년)
  - 대한민국의 배우 현서.
- 1988년 - 대한민국의 배우 양은진.
- 1989년 - 대한민국의 레이싱 모델 채비니.
- 1990년
  - 대한민국의 야구 선수 문선재.
  - 영국의 배우 조시 오코너.
- 1991년
  - 대한민국의 배우 임세주.
  - 대한민국의 수영 선수 최혜라.
- 1992년
  - 스위스의 프리스타일 스키 선수 파니 스미스.
  - 아르헨티나의 축구 선수 헤로니모 룰리.
  - 체코의 축구 선수 바츨라프 카들레츠.
- 1993년
  - 대한민국의 바둑 기사 김원빈.
  - 미국의 스케이트 선수 캐럴라인 장.
  - 잉글랜드의 가수 맷 테리.
- 1994년
  - 대한민국의 배우 하재익.
  - 대한민국의 축구 선수 이정화.
- 1995년
  - 대한민국의 야구 선수 이진석. (SK 와이번스)
  - 대한민국의 축구 선수 서지연.
- 1996년
  - 대한민국의 바둑 기사 오장욱.
  - 대한민국의 배우 이이담.
- 1997년 - 대한민국의 프로듀서 웨이체드.
- 1998년
  - 브라질의 유도 선수 베아트리스 소자.
  - 대한민국의 인터넷 방송인 심자몬.
- 2000년
  - 대한민국의 가수 ONLEE.
  - 일본의 가수 아사이 나나미.
- 2001년 - 일본의 가수 고토 모에.
- 2002년 - 대한민국의 가수 루비.
- 2003년
  - 대한민국의 배우 전민서.
  - 대한민국의 축구 선수 김용학.
  - 대한민국의 사격 선수 양지인.
- 2004년 - 대한민국의 가수 리키.

### 미상
- 대한민국의 가수 김정우.

## 사망
- 1506년 - 이탈리아 제노바의 탐험가, 항해가 크리스토퍼 콜럼버스. (1451년~)
- 1680년 - 조선의 문신, 학자 윤휴. (1617년~)
- 1834년 - 프랑스의 군인 질베르 뒤 모티에 드 라파예트 후작. (1757년~)
- 1944년 - 조선, 대한민국의 화가 이한복 (1897년~)
- 1945년 - 소련의 과학자, 광물학자 알렉산드르 페르스만. (1883년~)
- 2002년 - 미국의 고생물학자 스티븐 제이 굴드. (1941년~)
- 2011년 - 미국의 프로레슬링 선수 랜디 새비지. (1952년~)
- 2016년 - 조선민주주의인민공화국의 외교관, 정치인 강석주. (1939년~)
- 2018년
  - 대한민국의 기업인 구본무. (1945년~)
  - 대한민국의 영화배우 김민승. (1971년~)
  - 미국의 배우 패트리샤 모리슨. (1915년~)
- 2021년 - 나이지리아의 범죄자 아부바카르 셰카우. (1960년~)
- 2024년
  - 일본의 성우 마스야마 에이코. (1936년~)
  - 대한민국의 언론인 서양원. (1965년~)
  - 독일의 축구 선수 카를하인츠 슈넬링거. (1939년~)
- 2025년
  - 이탈리아의 권투선수 니노 벤베누티. (1938년~)
  - 미국의 영화배우 조지 웬트. (1948년~)
  - 인도의 천체물리학자 자얀트 나를리카르. (1938년~)
  - 베트남의 제6대 국가주석 쩐득르엉. (1937년~)

## 기념일
- 부처님 오신 날 - 1983년, 2029년, 2048년, 2067년, 2086년
- 세계인의 날: 대한민국
- 세계 측정의 날 (en)
- 유럽 해양의 날: 유럽 위원회
- 세계 꿀벌의 날: 유엔
- 기억의 날: 캄보디아
- 해방의 날: 플로리다주
- 독립 기념일: 쿠바, 동티모르
- 국경일: 카메룬
- 국민 각성의 날: 인도네시아
- 조세핀 베이커의 날: 인종 차별에 맞서 싸운 그녀의 노력에 경의를 표하기 위해 1951년 유색인 지위 향상 협회(NAACP)가 5월 20일을 조세핀 베어커 데이로 명명함.
- 제1차 니케아 공의회 기념일: 성공회

## 같이 보기
- 전날: 5월 19일 다음날: 5월 21일 - 전달: 4월 20일 다음달: 6월 20일
- 음력: 5월 20일
- 모두 보기